# Neuvelle-lès-Cromary
Neuvelle-lès-Cromary är en kommun i departementet Haute-Saône i regionen Bourgogne-Franche-Comté i östra Frankrike. Kommunen ligger i kantonen Rioz som tillhör arrondissementet Vesoul. År 2022 hade Neuvelle-lès-Cromary 441 invånare.

## Befolkningsutveckling
Antalet invånare i kommunen Neuvelle-lès-Cromary
| Referens: INSEE |